# Cossacos registrados

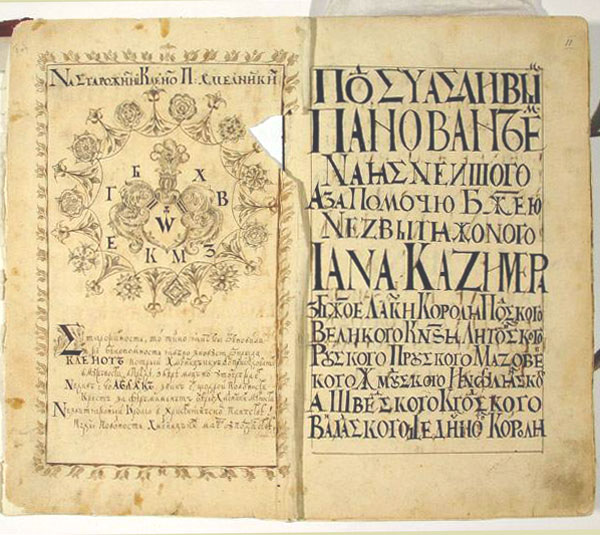
O título do registro do Exército Zaporojiano de 1649

Cossacos registrados (ucraniano: Реєстрові козаки, Reyestrovi kozaky, polonês: Kozacy rejestrowi) é o termo usado para os cossacos (principalmente os originários do Siche Zaporojiano) que fizeram parte dos exércitos da República das Duas Nações no período que foi de 1582 até o ano de 1699. A idéia surgiu do rei polonês Estevão Batory e o primeiro registro tinha 500 nomes.
Os Cossacos registrados formavam a elite dentre os cossacos. Um percentual significativo de cossacos formava as qualificadas unidades ligeiras de cavalaria (choragiew), excelentes escaramuçadores treinados em tiro com arco sobre o cavalo (e mais tarde usando armas de fogo), fazendo ligeiras incursões, atormentando o inimigo com ataques sucessivos, realizando levantamento topográfico e espionando as manobras militares do exército inimigo. Essas unidades eram freqüentemente usadas como apoio para a elite da cavalaria pesada da República, os hussardos e era mais barato formar uma unidade de Cossacos registrados do que uma de hussardos.
Os Cossacos registrados tinham muitos privilégios, incluindo liberdade pessoal, isenção de muitas taxas e obrigações, e o direito de receber soldos (embora os exércitos da República estivessem envolvidos em problemas fiscais, atrasando em demasia para pagar os soldos, e freqüentemente substituindo o pagamento em moeda por itens como roupas ou armas).
Muitos cossacos eram excelentes guerreiros, e a sua principal fonte de renda vinha das invasões feitas aos vizinhos situados ao sul da República (Império Otomano e seus vassalos). Porém, somente um número pequeno era na verdade de Cossacos registrados - o número exato ia de poucas centenas a poucos milhares e variava no tempo, normalmente sendo aumentado durante os tempos de guerra.
Isto conduziu a muitas tensões sociais e políticas, especialmente com a szlachta (a nobreza polonesa e ucraniana) que continuamente tentou forçar os cossacos à submissão como a imposta aos camponeses, enquanto os cossacos exigiam uma significativa expansão dos Cossacos registrados. Além disso, o conflito cossacos-szlachta era freqüentemente agravado uma vez que os cossacos apoiavam os monarcas da República (como Vladislau IV Vasa), que estavam em constantes conflitos com a szlachta polonesa, desejando aumentar os limites dos poderes reais.
As tensões entre os cossacos e a szlachta polonesa cresceram e a partir do fim do século XVI resultaram em várias revoltas (a maior delas foi a Revolta de Chmielnicki de 1648), com os Cossacos registrados sendo constantemente forçados a escolher entre apoiar os seus iguais ou as forças de República que contavam com o apoio da szlachta. 